# Cục Khảo sát Địa chất Hoa Kỳ

Biểu trưng của Cục Khảo sát Địa chất Hoa Kỳ

Cục Khảo sát Địa chất Hoa Kỳ (tiếng Anh: United States Geological Survey, viết tắt USGS) là một cơ quan khoa học của chính phủ liên bang Hoa Kỳ. Các nhà khoa học của USGS nghiên cứu về cảnh quan, tài nguyên và hiểm họa tự nhiên của nước Mỹ. Cơ quan này có bốn ngành khoa học chính: sinh vật học, địa lý học, địa chất học và thủy văn học. USGS là cơ quan có trách nhiệm nghiên cứu tìm hiểu thực tế mà không có trách nhiệm thi hành giải pháp khai thác, quản lý, phòng chống thiên tai.
Là một cục trong Bộ Nội vụ Hoa Kỳ, USGS là cơ quan khoa học duy nhất của bộ đó. USGS có khoảng 10.000 nhân viên. Nó có trụ sở tại Reston, Virginia, và các văn phòng lớn ở Denver, Colorado, và Menlo Park, California.